# Canarie
Canarie – taniec o szybkim tempie, o metrum 3/8 albo 6/8, wywodzący się prawdopodobnie z Wysp Kanaryjskich.